# باميلا سبرينغستين
باميلا سبرينغستين (بالإنجليزية: Pamela Springsteen) هي مصورة وممثلة أمريكية، ولدت في 8 فبراير 1962 في الولايات المتحدة.

## أعمال

### أفلام
- (1982) فاست تايمز آت ريدجمونت[4][5]

## وصلات خارجية
- باميلا سبرينغستين على موقع IMDb (الإنجليزية)
- باميلا سبرينغستين على موقع ألو سيني (الفرنسية)
- باميلا سبرينغستين على موقع ميوزك برينز (الإنجليزية)
- باميلا سبرينغستين على موقع أول موفي (الإنجليزية)
- باميلا سبرينغستين على موقع قاعدة بيانات الأفلام السويدية (السويدية)
- باميلا سبرينغستين على موقع ديسكوغز (الإنجليزية)
- باميلا سبرينغستين على موقع قاعدة بيانات الفيلم (الإنجليزية)
- باميلا سبرينغستين على موقع كينوبويسك (الروسية)